# Estância
Estância este un oraș în Sergipe (SE), Brazilia.